# 舊普爾澤內茨

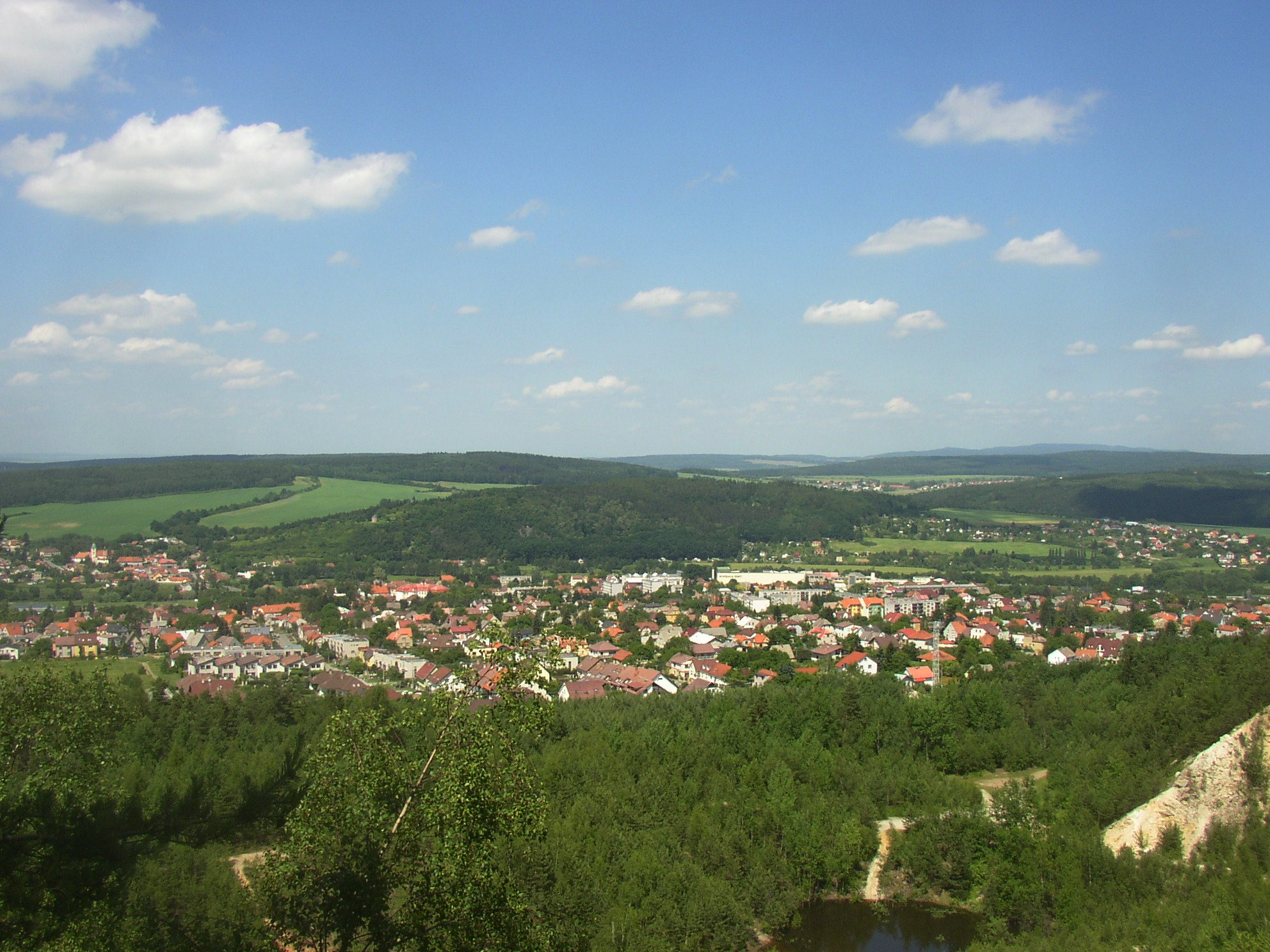

舊普爾澤內茨是捷克的城鎮，位於該國西部，距離首府皮爾森9公里，由比爾森州負責管轄，面積18.38平方公里，海拔高度343米，2017年人口5,003。